# Persicaria salarkhanii
Persicaria salarkhanii ist eine Pflanzenart der Gattung Knöteriche (Persicaria) in der Familie Knöterichgewächse. Sie ist nur aus Bangladesch bekannt. Im Distrikt Rangamati in den Chittagong Hill Tracts werden die fleischigen Blätter als Gemüse verzehrt.

## Beschreibung
Persicaria salarkhanii ist ein ausdauerndes strauchiges Untergehölz, das eine Wuchshöhe von 2 Meter erreichen kann. Seine aufrecht stehenden und mehr als zwei Zentimeter dicken Stämme haben eine grüne und glatte Oberfläche, die Zweige sind schlank. Die glatten Blattstiele sind bis zu einem Zentimeter lang, gelegentlich mit zwei Blattöhrchen an der Basis. Die dicken, lanzettlichen und ganzrandigen oder gekerbten Blattspreiten haben eine Länge von bis zu 14 und eine Breite von bis zu fünf Zentimeter. Ihre Oberseite ist dunkelgrün und drüsenspitzig, die Unterseite ist glauk. Die Ochrea ist ein bis zu sechs Millimeter langes glattes Häutchen. Die von Oktober bis Januar erscheinenden Blüten sitzen an bis zu vier Millimeter langen Blütenstielen. Die fünf weißen Tepalen sind 3,5 bis vier Millimeter lang. Die acht Staubfäden sind zwei bis drei Millimeter lang und tragen jeweils 1 bis 1,2 Millimeter lange violette oder pinkfarbene Staubbeutel. Der eiförmige Fruchtknoten ist dreieinhalb bis vier Millimeter lang und dreigeteilt. Die bis zu vier mal vier Millimeter messenden fleischigen Beeren sind in reifem Zustand pechschwarz. Ihre Samen sind dreieckig mit einer Größe von drei mal zwei Millimeter, ihre Oberfläche ist schwarz mit einer netzartigen Struktur.
Persicaria salarkhanii ähnelt der Art Persicaria chinensis, ist aber an ihren aufrecht stehenden mehr als zwei Zentimeter starken Zweigen, ihren dicken Blättern, den bis zu vier Millimeter langen Blütenstielen und den pechschwarzen Beeren zu unterscheiden.

## Verbreitung
Der Holotyp von Persicaria salarkhanii wurde im November 1986 im botanischen Garten der University of Dhaka gesammelt. Sein ursprünglicher Fundort sind die Chimbuk Hills im Distrikt Bandarban (21° 49′ 13,1″ N, 92° 22′ 46,6″ O) der Division Chittagong im Südosten von Bangladesch. Weitere natürliche Fundorte liegen in Hügellandschaften der Distrikte Chittagong und Rangamati sowie im Distrikt Sylhet der Division Sylhet im Nordosten des Landes. Persicaria salarkhanii gilt als einer der wenigen Endemiten von Bangladesch. Abweichende Angaben, denen zufolge die Art auch in Indien, China und Myanmar vorkommt, sind unzutreffend. Im Distrikt Rangamati der Chittagong Hill Tracts werden die Blätter als Gemüse verzehrt.

## Systematik
Persicaria salarkhanii wurde bei der Erstbeschreibung in die Gattung Ampelygonum gestellt, die mit den Vogelknöterichen (Polygonum) und den Knöterichen (Persicaria) nahe verwandt ist. Ampelygonum wurde 2009 mit Persicaria synonymisiert. In dieser Gattung gehört Persicaria salarkhanii  zur Sektion Cephalophilon. Die Gattung Knöteriche (Persicaria) ist mit mehr als 100 Arten in den gemäßigten Breiten der Nordhalbkugel bis in die Tropen verbreitet. Sie gehört zur Tribus Persicarieae in der Unterfamilie Polygonoideae innerhalb der Familie Knöterichgewächse (Polygonaceae).

### Erstbeschreibung
Die Erstbeschreibung von Ampelygonum salarkhanii erfolgte 1991 durch den Botaniker Md. Abul Hassan von der University of Dhaka, der beim Studium der bangladeschischen Vogelknöteriche (Gattung Polygonum) eine Art entdeckte, die zwar Persicaria chinensis ähnelt, sich aber von dieser in Bezug auf Habitus, Blütenstiel und Früchte unterscheidet. Der Holotyp wurde von Hassan im November 1986 im botanischen Garten der University of Dhaka gesammelt. Er befindet sich in der Sammlung des Bangladesch National Herbarium in Dhaka. Der Artname salarkhanii ehrt den bangladeschischen Botaniker Mohammad Salar Khan (1924–2002) von der University of Dhaka als Pionier der Gefäßpflanzen-Taxonomie in Bangladesch.